# Micomitra iridipennis
Micomitra iridipennis är en tvåvingeart som först beskrevs av Nurse 1922.  Micomitra iridipennis ingår i släktet Micomitra och familjen svävflugor. Inga underarter finns listade i Catalogue of Life.